# 사랑의 묘약

《사랑의 묘약》(이탈리아어: L'elisir d'amore)은 가에타노 도니제티가 펠리체 로마니(Felice Romani)의 대본을 바탕으로 작곡한 2막짜리 오페라이다. 1832년 5월 12일 밀라노의 카노비아나 극장에서 초연되었다. 도니체티는 이 작품을 단 2주일만에 썼다고 한다. 2막에서 네모리노가 부르는 아리아 〈남몰래 흘리는 눈물〉(Una furtiva lagrima)이 특히 유명하다.

## 줄거리
19세기 이탈리아 바스크 지방 시골의 젊은 농부 네모리노는 아름다운 지주의 딸 아디나를 짝사랑한다. 그는 자신의 사랑을 이루기 위해 떠돌이 약장수 둘카마라에게서 사랑의 묘약을 구입한다. 하지만 묘약의 정체는 싸구려 포도주인 터라 아무런 효력을 발휘하지 못하고 네모리노는 그저 술에 취해 기분이 좋아져 노래를 부른다. 아디나는 마을을 찾은 군인 벨코레의 청혼에 응하지만 막상 결혼 계약서를 앞에 두고 서명을 미룬다. 네모리노는 둘카마라에게서 새로운 묘약을 살 돈을 구하기 위해 군인이 되기로 결심한다. 이후 그가 친척에게서 막대한 유산을 상속받아 부자가 되자 많은 여자들이 그에게 관심을 표한다. 하지만 그걸 모르는 네모리노는 자신이 둘카마라에게서 산 새로운 약의 효력이 듣는 거라고 믿는다. 한편 아디나는 네모리노가 자신의 마음을 얻기 위해 군대에 들어갈 생각까지 했다는 것을 뒤늦게 알고 감동한다. 벨코레에게서 네모리노의 군입대 계약서를 찾아온 아디나는 네모리노에게 그것을 내밀고 두 사람은 행복한 결말을 맞이한다.

## 등장 인물
- 네모리노(Nemorino): 테너, 젊은 농부 (순박하다)
- 아디나(Adina): 소프라노, 지주의 딸
- 벨코레(Belcore): 바리톤, 군인
- 둘카마라(Dr Dulcamara): 베이스, 약장수
- 잔네타(Giannetta): 소프라노, 동네 처녀

## 참고 문헌
- 편집부, 《최신 명곡 해설》, 세광아트, 1992, ISBN 89-03-22101-X